# Homalothecium
Homalothecium là một chi rêu trong họ Brachytheciaceae.